# Pohrebyščský rajón
Pohrebyščský rajón (ukrajinsky Погребищенський район) byl rajón ve Vinnycké oblasti na Ukrajině. Hlavním městem bylo Pohrebyšče a rajón měl přibližně 30 tisíc obyvatel. 

## Sídla v rajónu
- Pohrebyšče